# Jean Poldo d'Albenas
Jean Poldo d'Albenas est un humaniste et avocat français, né vers 1512 à Nîmes, et mort vers 1563 probablement dans la même ville.
Son père, Jacques Poldo d'Albenas, fut premier consul à Nîmes en 1524. Il s'était attaché à préserver les antiquités de la ville, en particulier en rassemblant des vestiges vers une des portes de la ville. Les monuments antiques sont alors un des enjeux de la modernisation de l'espace urbain et font l'objet d'usages politiques, pouvant par exemple être l'expression de la défense du royaume. Jean Poldo d'Albenas fit des études de droit à Toulouse. On considère généralement qu'à partir de 1552, Jean Poldo d'Albenas fut conseiller au Prédisial de Nîmes. Toutefois, certaines des informations biographiques attribuées par Léon Ménard à Jean Poldo d'Albenas, auteur du Discours historial..., ont pu être tenues comme incertaines car Jacques d'Albenas avait eu deux fils homonymes, Jean l'aîné et Jean le jeune. Jean le jeune resta célibataire tout en ayant une fille et mourut avant 1559. Jean l'âiné, fut conseiller au présidial dès 1545 et mourut entre 1570 et 1575. Selon Léon Ménard Jean Poldo d'Albenas aurait été désigné en 1539 pour prendre la tête d'une députation envoyée auprès de François Ier pour demander la création d'une université à Nîmes, mais il aurait refusé par modestie.

## LeDiscours historial
Passionné par les antiquités de sa ville, et suivant en cela les actions de son père, Jean Poldo d'Albenas publia en 1559 le Discours historial de l'antique et illustre cité de Nîmes, en la Gaule narbonoise, avec les portraits des plus antiques et insines batiments dudit lieu, réduitz à leur vraye mesure et proportion, ensemble de l'antique et moderne ville. Publié à Lyon par Guillaume Rouillé, le livre fut réimprimé l'année suivante.
L'ouvrage compte de nombreuses illustrations (dont quatorze planches pleines pages) particulièrement précises, en particulier dans le domaine architectural. De ce point de vue, l'ouvrage resta longtemps inégalé. Même si son érudition fut parfois jugée confuse ou désordonnée sa postérité fut considérable et l'ouvrage fut un modèle. La large diffusion du livre en Europe, assuré notamment par son impression à Lyon en fit une source importante pour l'étude de l'architecture antique. Les dessins de Jean Poldo d'Albenas furent en particulier réutilisés par Andrea Palladio. Dans son ouvrage Jean Poldo d'Albenas décrit les principaux monuments romains de Nîmes : la Maison carrée, le Temple de Diane, la Tour Magne, les Arènes ainsi que le Pont du Gard. Ces études reposaient sur une connaissance directe du terrain avec un souci de mesures précises qui l'a amené à mesurer l'enceinte de la ville, même s'il en exagéra la longueur. Sous la plume de Poldo d'Albenas, Nîmes devient une seconde Rome qui permet d'exalter la figure du roi de France, mais aussi de s'affirmer face à la voisine Montpellier. Poldo d'Albenas fut le premier à reconnaître que le reptile figurant sur les monnaies romaines de Nîmes, et repris, grâce à Antoine Arlier dans les armoiries de la ville était un crocodile.

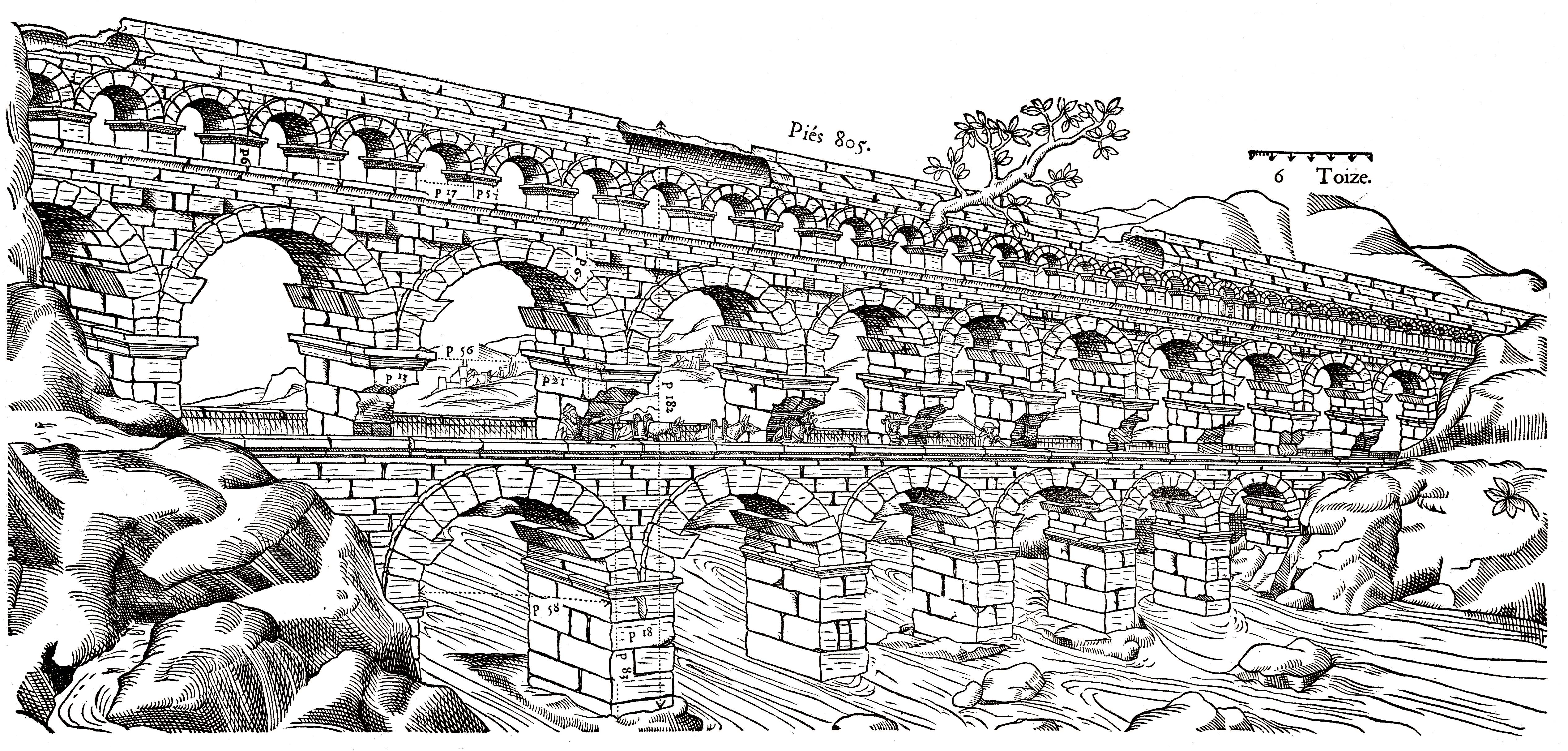
Gravure du Pont du Gard dans le Discours historial...

## Traductions et engagement religieux de Poldo d'Albenas
Jean Poldo d'Albenas publia aussi plusieurs traductions d'ouvrages concernant la philosophie et la religion : les dialogues d'Antonio Brucioli,,,, les Pronostics de Julien de Tolède et un ouvrage sur l'histoire des Taborites par Pie II. Selon Léon Ménard, Poldo d'Albenas aurait été un fervent calviniste, les recherches récentes considèrent que même s'il semble s'être fortement intéressé à la Réforme, Jean Poldo d'Albenas resta finalement catholique.

#### Ouvrages de Jean Poldo d'Albenas
- (Jean Poldo d'Albenas, traducteur), Dialogues sur certains points de la philosophie naturele, et choses météorologiques, Pris des dialogues d'Antoine Brucioli italien et mis en langue Françoyse, Lyon, Guillaume Rouillé, 1556.
- Jean Poldo d'Albenas, Discours historial de l'antique et illustre cité de Nîmes, en la Gaule narbonoise, avec les portraits des plus antiques et insines batiments dudit lieu, réduitz à leur vraye mesure et proportion, ensemble de l'antique et moderne ville, Lyon, Guillaume Rouillé, 1559 (1560). Lire en ligne sur Gallica
- Jean Poldo d'Albenas (traducteur), Histoire d'Aeneas Sylvius Picolhomin, depuis pape Pie II, des mœurs et dépravée religion des Taborites en Bohème, tirée de ses epistres et mise de latin en françois par Jehan Poldo d'Albenas, Paris, Vincent Sertenas, 1562.
- Saint Julien, Prognosticorum, sive de oriigine mortis humanae, de futuro saeculo et de futurae vitae cointemplatione, libri III, Traduction attribuée à Jean Poldo d'Albenas par Léon Ménard, s.l., s.d.